# 송곳 (드라마)
《송곳》은 2015년 10월 24일부터 11월 29일까지 방송 되었던 JTBC 주말 특별 기획 드라마로 대형 마트에서 묵묵히 자신의 일을 하던 직원들이 큰 난관을 만난 후 힘을 모아 싸워나가는 과정을 보여주는 웹툰 《송곳》을 원작으로 하였다.
JTBC 주말 특별 기획 드라마는 해당 프로그램을 마지막으로 최종 폐지되었다.

## 등장 인물

### 주요 인물
- 지현우 : 이수인 역 (아역 : 이서원) - 푸르미 일동점 야채청과 파트 과장, 육사 출신
- 안내상 : 구고신 역 (젊은 시절 : 이종성) - 부진 노동 상담소 소장

### 푸르미 일동점
- 현우 : 주강민 역 - 야채청과 주임
- 박시환 : 남동협 역 - 야채청과 직원
- 백현주 : 한영실 역 - 야채청과 직원
- 이정은 : 김정미 역 - 야채청과 직원
- 예성 : 황준철 역 - 수산 파트 주임
- 황정민 : 황정민 역 - 수산 파트 직원
- 윤보현 : 서민호 역 - 수산 파트 직원
- 신연숙 : 준금 역 - 규격상품 파트 직원
- 조재룡 : 허 과장 역 - 수산 파트 과장
- 안상우 : 윤 과장 역 - 규격상품 파트 과장
- 김중기 : 김 과장 역 - 생활용품 파트 과장
- 다니엘 : 갸스통 역 - 점장
- 김희원 : 정민철 역 - 부장

### 푸르미 본사
- 정원중 : 성판석 역 - 인사상무
- 마틴 : 올리비에 역 - 한국지부장

### 부진 노동상담소
- 김가은 : 문소진 역 - 삼진주식회사 노조원. 부진 노동 상담소 식구
- 김희창 : 차성학 역 - 버스회사 노조원. 부진 노동 상담소 식구

### 그 외
- 황지온 ; 1회 여비서

공정환 : 고진희 역
- 문지윤 : 이태경 역 - 이수인의 해사 동기생
- 유하복
- 조재완
- 이희석
- 최종윤
- 권범택
- 김준배
- 유주혜
- 진선규
- 한태일
- 윤인조
- 유순웅
- 조련 : 조련 역
- 김정익
- 김선화
- 이봉련 : 미란 역
- 우현
- 박수영 : 푸르미 본사 인사부장 역
- 서성종
- 전익수
- 민대식
- 오창경
- 박옥출
- 서동갑
- 곽자형
- 배용근
- 선종남
- 우정국
- 윤상훈 : 검사 역
- 차성훈
- 류병길
- 엄옥란
- 우기홍
- 윤한민
- 최재섭
- 최광일
- 함신영
- 차용학 : 문규 역
- 김모범
- 김민식
- 정수한
- 유희제 : 소대전령 역

### 특별출연
- 이재용 : 이수인의 담임선생 역 (1회)
- 박혁권 : 환불 고객 역 (1회)
- 최무성 : 이수인의 아버지 역 (1회)
- 최용민 : 오 원사 역 (2회)
- 고수희 : 한다예 역 - 부진지방노동위원회 공익위원 (9회)
- 이해성 : 하도강 역 - 부진지방노동위원회 근로자위원 (9회)
- 이선옥 : 이선옥 역 - 부진지방노동위원회 공익위원 (9회)
- 정진각 (10회)
- 이정미 (10회)
- 김중기 (10회)
- 임성언 : 이수인의 아내 역 (10회, 12회)
- 조상건 : 다원기업 회장 역 (12회)
- 홍지민 : 홍지민 역 - 푸르미 노조원 (12회)
- 이종수 : 부진 노동상담소에 상담하려 온 남자 역 (12회)
- 심희섭 : 이낙구 역 - 푸르미 인재개발원 (12회)

## 시청률
아래의 파란색 숫자는 최저 시청률이고, 빨간색 숫자는 최고 시청률이다. 시청률은 닐슨 코리아 유료 가입자 기준으로 한다.
| 2015년 | 2015년    | 2015년          | 2015년      |
| 회차   | 방송일자  | AGB 닐슨 시청률 | TNMS 시청률 |
| ------ | --------- | --------------- | ----------- |
| 제1회  | 10월 24일 | 2.194%          | 1.7%        |
| 제2회  | 10월 25일 | 1.954%          | 1.9%        |
| 제3회  | 10월 31일 | 1.372%          | 1.6%        |
| 제4회  | 11월 1일  | 1.508%          | 1.8%        |
| 제5회  | 11월 7일  | 1.480%          | 2.3%        |
| 제6회  | 11월 8일  | 1.409%          | 1.7%        |
| 제7회  | 11월 14일 | 1.432%          | 1.6%        |
| 제8회  | 11월 15일 | 1.271%          | 1.8%        |
| 제9회  | 11월 21일 | 1.341%          | 1.5%        |
| 제10회 | 11월 22일 | 1.582%          | 1.7%        |
| 제11회 | 11월 28일 | 1.389%          | 1.1%        |
| 제12회 | 11월 29일 | 1.964%          | 1.7%        |

## 같이 보기
- 웹툰을 원작으로 삼은 드라마 목록